# Häfner
Häfner oder Haefner ist die süddeutsche Bezeichnung für Töpfer.

## Herkunft
Der Begriff leitet sich als Berufsname vom Hafner, einem Töpfer oder Ofensetzer her.
Schreibvarianten sind etwa Hafner, Haffner, Hefner oder Heffner.

## Namensträger
- August Häfner (1912–1999), deutscher Küfer, Wein- und Spirituosenhändler sowie Täter des Holocaust
- Axel Häfner (* 1965), deutscher Schauspieler und Hörspielsprecher
- Bernhard Häfner (* 1943), deutscher Internist, Sanitätsoffizier und Generalstabsarzt
- Carl Häfner (1814–1873), deutscher Maler
- Carla Häfner (* 1978), deutsche Ärztin und Kinderbuchautorin
- Eberhard Häfner (* 1941), deutscher Schriftsteller
- Georg Häfner (1900–1942), deutscher katholischer Priester und seliggesprochener Gegner des NS-Regimes
- Gerald Häfner (* 1956), deutscher Politiker, Publizist und Lehrer, Gründungsmitglied der Partei „Die Grünen“
- Gerd Häfner (* 1960), deutscher römisch-katholischer Theologe
- Gertrud Häfner (1934–2008), deutsche Schriftstellerin
- Gilbert Häfner (* 1955), deutscher Jurist, Richter, Präsident des OLG Dresden
- Hans Häfner (1925–?), fünffacher deutscher Box-Meister im Leichtgewicht
- Hans-Peter Häfner (* 1938), deutscher Politiker (CDU)
- Harold Haefner (1933–2022), Schweizer Geograph und Hochschullehrer
- Heinz Häfner (1926–2022), deutscher Psychiater
- Herbert Häfner (1904–1954), deutscher Maler
- Horst Häfner (1940–2020), deutscher Fußballspieler
- Ilse Häfner-Mode (1902–1973), deutsche Künstlerin
- Johannes Häfner (* 1961), deutscher Maler, Grafiker und Buchkünstler
- Jürgen Häfner (* 1959), deutscher Politiker (SPD), Staatssekretär in Rheinland-Pfalz
- Kai Häfner (* 1989), deutscher Handballspieler
- Karl Häfner (1885–1981), deutscher Lehrer, Heimatforscher, Mundartschriftsteller, Sprach- und Volkskundler
- Konrad Häfner (1885–nach 1945), deutscher Beamter, Landrat, SA- und SS-Angehöriger
- Lutz Häfner (* 1972), deutscher Jazzmusiker
- Martin Haefner (* 1954), Schweizer Unternehmer und Mäzen
- Max Häfner (* 1996), deutscher Handballspieler
- Michael Häfner (1959–2005), deutscher Schauspieler und Sänger
- Ralph Häfner (* 1962), deutscher Germanist
- Reinhard Häfner (1952–2016), deutscher Fußballspieler und DDR-Nationalspieler
- Renate Chotjewitz-Häfner (1937–2008), deutsche Autorin, Übersetzerin und Publizistin
- Thomas Häfner (1928–1985), deutscher Maler
- Viktor Haefner (1896–1967), deutscher Pilot
- Walter Haefner (1910–2012), Schweizer Unternehmer
- Wilhelm Häfner, deutscher Fußballspieler
- Willi Häfner (1903–1963), deutscher Politiker (CDU)